# Волков, Михаил Фёдорович
Михаи́л Фёдорович Во́лков (1 (14) октября 1910 год, Озерки, Российская империя — 1985, Озёры, СССР) — советский футболист, нападающий.

## Карьера
С 1936 по 1938 год Волков играл за московские «Крылья Советов» в группе «Г», а затем в группе «А». В 1939 он дебютировал в составе столичного «Динамо». Это произошло 17 августа в домашней встрече со сталинским «Стахановцем».  Позже Михаил провёл ещё 2 матча за команду, а затем в следующем году перешёл в минское «Динамо». До начала войны он успел сыграть 56 матчей. В 1946 году провёл 10 матчей за московские «Трудовые резервы».